# Phelsuma berghofi
Phelsuma berghofi este o specie de șopârle din genul Phelsuma, familia Gekkonidae, descrisă de Krüger 1996. A fost clasificată de IUCN ca specie cu risc scăzut. Conform Catalogue of Life specia Phelsuma berghofi nu are subspecii cunoscute.